# Ümit Özat
Ümit Özat (Ankara, Turquía, 30 de octubre de 1976) es un exfutbolista turco, se desempeñaba como defensa o mediocampista, siendo también capaz de jugar por la banda.

## Clubes
| Club              | País     | Año       | Partidos | Goles |
| ----------------- | -------- | --------- | -------- | ----- |
| Gençlerbirliği SK | Turquía  | 1995-2000 | 150      | 10    |
| Bursaspor         | Turquía  | 2000-2001 | 24       | 1     |
| Fenerbahçe SK     | Turquía  | 2001-2007 | 182      | 12    |
| 1. FC Colonia     | Alemania | 2007-2009 | 35       | 0     |

## Palmarés
Fenerbahçe SK
- Superliga de Turquía: 2003-04, 2004-05, 2006-07

- Datos: Q334886
- Multimedia: Ümit Özat / Q334886